# Mike Jackson (cestista 1949)
Michael Jackson, detto Mike (Washington, 31 luglio 1949), è un ex cestista statunitense, professionista nella ABA.

## Carriera
Venne selezionato dagli Houston Rockets al settimo giro del Draft NBA 1972 (104ª scelta assoluta).

## Palmarès
- All-CBA Second Team (1979)
- Migliore nella percentuale di tiro CBA (1979)